# Knockin' on Heaven's Door (pel·lícula)
Knockin' on Heaven's Door és una pel·lícula de tragicomèdia criminal alemanya de 1997 dirigida per Thomas Jahn, i protagonitzada per Til Schweiger, Moritz Bleibtreu, Jan Josef Liefers i Rutger Hauer. El seu nom deriva de la cançó de Bob Dylan que també es troba a la banda sonora de la pel·lícula. Va ser inscrit al 20è Festival Internacional de Cinema de Moscou on Til Schweiger va guanyar el Sant Jordi de Plata al millor actor.
La pel·lícula ha rebut una gran popularitat a Rússia i altres estats postsoviètics i hi ha aconseguit un estatus de culte.

## Argument
Dos pacients (Martin Brest i Rudi Wurlitzer) es troben en un hospital, just després d'assabentar-se que tots dos tenen malalties incurables i amb una esperança de vida curta. Comencen a parlar de la seva mort que arribarà molt aviat. Quan troben una ampolla de tequila, en Martin descobreix que en Rudi no ha vist mai el mar. En Martin li diu a la Rudi que tot el que diuen del Cel és del bonic que és el mar.
Beguts i encara en pijama, roben un Mercedes-Benz W113 clàssic [baby blue i van a la seva darrera missió: veure el mar. El cotxe pertany a un cap del crim. Roben diverses botigues petites, només per descobrir que hi ha un milió de marcs alemanys en efectiu al maleter del seu cotxe.
A mesura que s'apropen al seu objectiu, la policia juntament amb gàngsters comencen la persecució. Finalment, els dos amics es troben atrapats enmig d'una carretera rural per unitats de policia a un costat i gàngsters a l'altre, apuntant-se les armes l'un a l'altre. El enfrontament finalment esclata en un gran tiroteig mentre els dos escapen desesperadament pel camp de blat de moro. Després d'això, Martin compra un Cadillac rosa del mateix model que el que Elvis Presley va presentar a la seva mare. El seu desig és fer el mateix regal a la seva pròpia mare. Quan ell compleix el desig, són emboscats per la policia prop de la casa de la mare d'en Martin. Martin fa veure que té una convulsió i cau a terra. El porten a l'hospital en una ambulància amb Rudi assegut al seu costat. En el camí, Martin i Rudi segresten el vehicle per continuar la seva recerca. De camí cap a l'oceà passen a un bordell, on Rudi vol complir el seu desig de tenir relacions sexuals amb dues dones alhora. Per casualitat, el prostíbul és propietat del cap del qual havien trobat els diners al cotxe que havien robat a l'inici del viatge. Els veuen els dos gàngsters que els van anar darrere durant tot el seu viatge. Els gàngsters porten en Rudi i en Martin al seu cap que els demana diners que haurien de tornar. Martin diu que els diners es van gastar i es van enviar a diverses persones que tornen boig el cap criminal. Enfurismat, el cap els apunta amb una pistola a punt per disparar, però entra Curtiz, el criminal més influent a qui s'havien de lliurar els diners. Després d'una breu xerrada, els diu: "Llavors millor que fugiu, abans que us quedeu sense temps". El capo continua parlant que al cel tothom estaria parlant de l'oceà. Curtiz els salva la vida i els deixa anar.
La pel·lícula acaba quan Martin i Rudi arriben a la vora de l'oceà. Caminen cap a la platja de sorra i Martin cau mort a terra. Rudi s'asseu imperturbablement al costat del seu amic, mirant l'oceà i mirant el surf.

## Repartiment
- Til Schweiger com a Martin Brest
- Jan Josef Liefers com a Rudi Wurlitzer
- Thierry Van Werveke com Henk, el belga
- Moritz Bleibtreu com Abdul, el turc
- Huub Stapel com a Frankie "Boy" Beluga
- Leonard Lansink com a comissari Schneider
- Ralph Herforth com a assistent Keller
- Cornelia Froboess com la senyora Brest, la mare de Martin
- Rutger Hauer com a Curtiz
- Christiane Paul com a dependenta de botiga en una botiga
- Xenia Seeberg com a dona policia

## Recepció
La pel·lícula es va estrenar a 522 pantalles a Alemanya i es va estrenar al primer lloc de la taquilla amb un import brut de 3.035.034 dòlars durant el cap de setmana de quatre dies. Va ser la cinquena pel·lícula més taquillera de l'any a Alemanya (i la pel·lícula alemanya més taquillera) amb de 21.288.865 $. Va guanyar el Premi Gran Angular a la Millor Pel·lícula al XXX Festival Internacional de Cinema Fantàstic de Catalunya de 1997,>

## Remake
Es va anunciar un remake japonès que s'estrenarà el febrer de 2009 amb el títol Heaven's Door (dirigit per Michael Arias i amb música de Plaid). A diferència de l'original, els protagonistes del remake són un jove de 28 anys i una noia de 14.